# 압둘라 왕 운하

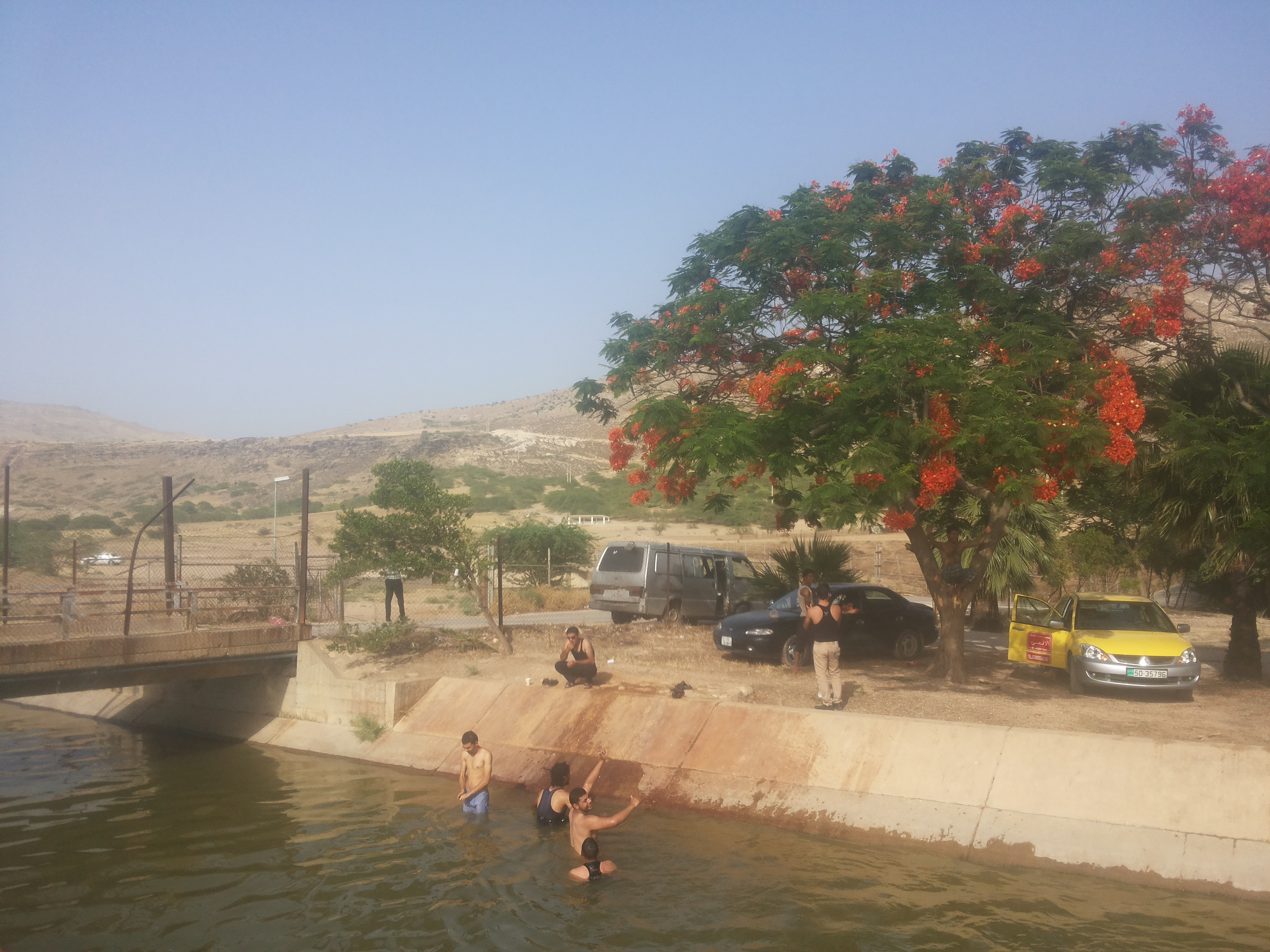
압둘라 왕 운하.

압둘라 왕 운하(아랍어: قناة الملك عبدالله) 또는 고르 동부 운하(아랍어: قناة الغور الشرقية)는 요르단강 동안 지역을 평행하게 흐르는, 요르단 최대의 관개 시설이다. 당초 고르 동부 운하로 부르다가, 1987년 압둘라 1세의 이름을 따 이름을 바꾸었다.

## 수원 및 기술적 사항
압둘라 왕 운하의 수원은 야르무크강과 야르무크 계곡에 있는 알무카이베 우물이며, 남쪽으로 가면 얍복강과 탈랄 왕 댐에서 추가로 물이 유입된다. 1994년 체결된 이스라엘–요르단 평화 조약에 따라, 야르무크강의 물 일부는 주기적으로 파이프를 통해 티베리아스호에 저장된다. 운하의 설계 용량은 북부 입구에서 초당 20 m3, 남쪽 출구에서 초당 2.3 m3이다. 총 길이 110 km에 걸쳐 물은 중력에 따라 아래로 흐르며, 해수면을 기준으로 한 북쪽의 고도는 -230 m, 남쪽의 고도는 -400 m이다. 1980년대 중반과 2000년대 초 두 번에 걸쳐 건설된 데이르 알라-암만 수로를 통해, 압둘라 왕 운하에서 암만에 연간 음용수 9000만 m3가 공급된다.

## 역사
압둘라 왕 운하는 1957년 설계한 후 1959년 건설을 시작해, 1961년 1단계 건설이 완료되었다. 1966년에는 얍복강까지 이어지는 상류 구간이 완공되어 총 길이가 70 km가 되었으며, 1969년부터 1987년까지의 기간 중에 세 차례 연장 공사가 있었다. 미국 국제개발처는, 야르무크강에서 더 이상 물을 빼내지 않겠다는 요르단 정부의 확약을 받아낸 후, 운하 건설의 자금을 지원하였다.
당초 운하는 서안 지구에서 '고르 서부 운하'까지 건설한다는, 더 큰 계획의 일부였으나, 1967년 제3차 중동 전쟁 당시 요르단 지배 하의 서안 지구를 이스라엘이 점령해, 서부 운하는 건설되지 못했다. 제3차 중동 전쟁 후 팔레스타인 해방기구는 요르단에 거점을 두고 요르단 계곡의 이스라엘 정착촌에 미사일 공격을 가하여, 관개 시설이 일부 피해를 입기도 하였으며, 운하가 실질적인 사용 불능 상태가 되었다. 최종적으로 운하는 미국의 중재 하에 후세인 1세가 요르단 내 팔레스타인 해방기구 활동을 억제한 후 수리되었다.
1998년, 운하에 기름이 유입되어 운하를 통한 물 공급이 일부 중단되었는데, 요르단의 일부 단체는 이스라엘이 의도적으로 운하에 공급되는 물을 오염시키고 있다고 주장하였다.

## 안전성
해당 지역의 높은 기온으로 인해, 여름에 해당하는 6월 경 운하에서 수영을 하는 어린이들이 많으나, 이를 실질적으로 막을 방법이 없다는 문제가 지속적으로 제기되었다. 2010년에 5살과 10살 어린이 2명이 사망하는 사고가 발생한 후, 요르단 당국은 운하 양쪽에 울타리를 세웠으나, 울타리를 뚫고 들어가는 문제는 계속되고 있다.